# The Package (série télévisée)
Pour l’article homonyme, voir The Package.

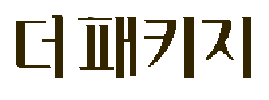
Logo du drama The Package.

The Package (hangeul : 더 패키지 ; RR : Deo Paekiji) est une série télévisée sud-coréenne créée en 2017, mettant en vedette Lee Yeon-hee, Jung Yong-hwa, Yoon Park et Choi Woo-shik.
Elle a été diffusée en Corée du Sud (sur JTBC tous les vendredis et samedis à 23h00 à partir du 13 octobre 2017) et en Chine.
La série est disponible sur Netflix en France depuis le 5 novembre 2018.

## Synopsis
Yoon So-so (Lee Yeon-hee) travaille comme guide de voyage en France et dirige un groupe de touristes coréens lors d'un voyage organisé. 

## Distribution
Acteurs principaux
- Lee Yeon-hee : Yoon So-so
- Jung Yong-hwa : San Ma-roo

Acteurs secondaires
- Choi Woo-shik : Kim Gyung-jae
- Ha Shi-eun : Han So-ran
- Ryu Seung-soo : Jung Yeon-sung
- Park Yoo-na : Jung Na-hyun
- Jung Kyoo-soo : Oh Gab-soo
- Lee Ji-hyun : Han Book-ja
- Yoon Park : Yoon Soo-soo

## Production
Le tournage a eu lieu le 13 août 2016 à Séoul, en Corée du Sud, puis s'est déplacé à Paris, Rennes, Saint-Malo, Mont Saint-Michel du 5 septembre au 26 octobre 2016. Il s'est terminé début décembre 2016.